# Centro de Experimentación y Lanzamiento de Proyectiles Autopropulsados Mar Chiquita
El Centro de Experimentación y Lanzamiento de Proyectiles Autopropulsados (CELPA) Mar Chiquita es un sitio militar de lanzamientos de vuelos suborbitales argentino operado por la Fuerza Aérea Argentina en el partido homónimo, provincia de Buenos Aires. Su posición geográfica es 37°43.5′S 57°24.4′O / -37.7250, -57.4067  a 4 m s. n. m.

## Cronología
- 24 de enero de 1968, 11.30 - Misión de dispersión química. Vehículo: Orion-1. Orion-2 Rad 2/68 Apogeo: 90 km
- 15 de mayo de 1968, 19.55 - Misión aeronómica. Vehículo: misil Arcas. Arcas EXAMETNET-36 Apogeo: 68 km
- 29 de mayo de 1968, 17.30 - Misión aeronómica. Vehículo: misil Arcas. Arcas EXAMETNET-37 Apogeo: 71 km
- 13 de junio de 1968, 18.20 - Misión aeronómica. Vehículo: misil Arcas. Arcas EXAMETNET-38 Apogeo: 62 km
- 26 de junio de 1968, 16.50 - Misión aeronómica. Vehículo: misil Arcas. Arcas EXAMETNET-39 Apogeo: 69 km
- 16 de julio de 1968, 1.45 - Misión aeronómica. Vehículo: misil Arcas. Arcas EXAMETNET-40 Apogeo: 56 km
- 31 de julio de 1968, 22.28 -  Misión aeronómica. Vehículo: misil Arcas. Arcas EXAMETNET-41 Apogeo: 65 km
- 14 de agosto de 1968, 23.28 -  Misión aeronómica. Vehículo: misil Arcas. Arcas EXAMETNET-42 Apogeo: 48 km
- diciembre de 1968 -  Misión aeronómica EXAMETNET. Vehículo: misil Arcas. Apogeo: 60 km
- 3 de mayo de 1970, 12.45 - Misiones dispersión química/campo. Vehículo: Orion-1. Orion-2. Apogeo: 90 km
- 6 de mayo de 1970, 22.26 - Test/Plasma/campo. Vehículo: Dragon (francés). Dragon D-37. Apogeo: 430 km